# Осала, Оскар
О́скар О́сала (фин. Oskar Osala; 26 декабря 1987, Вааса) — финский хоккеист, нападающий. Воспитанник клуба «Спорт».

## Карьера
Оскар Осала начал свою профессиональную карьеру в 2003 году в составе родного клуба лиги Местис «Спорт», выступая до этого за его фарм-клуб. В 2005 году Оскар принял решение отправиться в Северную Америку, где он стал игроком клуба Хоккейной лиги Онтарио «Миссиссога АйсДогз», который выбрал его на драфте Канадской хоккейной лиги в 1 раунде под общим 16 номером. В составе своего нового клуба Осала за 2 сезона провёл 127 матчей, в которых он набрал 91 (41+50) очко. В 2006 году на драфте НХЛ он был выбран в 4 раунде под общим 97 номером клубом «Вашингтон Кэпиталз».
Сезон 2007/08 Оскар провёл на Родине, выступая за клуб «Эспоо Блюз». В 70 матчах он набрал 45 (25+20) очков, став серебряным призёром финского первенства, а также лучшим новичком турнира. 19 июня 2008 года Осала подписал трёхлетний контракт с «Вашингтоном», отправившись в его фарм-клуб «Херши Бэрс». 10 декабря 2008 года Оскар дебютировал в НХЛ в победном матче против «Бостон Брюинз», заменив травмированного Томаша Флейшманна. Тем не менее, проведя лишь 2 матча в основе «Кэпиталз», Осала был отправлен обратно в АХЛ. В составе «Херши» Оскар провёл 97 матчей, в которых он набрал 47 (29+18) очков, став обладателем Кубка Колдера.
3 марта 2010 года Осала вместе с Брайаном Потье был обменян в «Каролину Харрикейнз» на защитника Джо Корво. В составе «ураганов» Оскар провёл лишь одну игру, выступая, в основном, за «Олбани Ривер Рэтс», став во второй раз в своей карьере обладателем Кубка Колдера. Сезон 2010/11 Осала провёл в новом фарм-клубе «Каролины» «Шарлотт Чекерс», набрав 47 (16+31) очков в 74 матчах.
25 мая 2011 года Оскар объявил о подписании им однолетнего контракта с нижнекамским «Нефтехимиком».
10 декабря 2013 года был обменян в магнитогорский «Металлург» на Павла Здунова.

### Международная
В составе сборной Финляндии Оскар Осала принимал участие в юниорском чемпионате мира 2005 года и молодёжном чемпионате мира 2007 года. На взрослом уровне Оскар выступал на чемпионате мира 2010 года, на котором он провёл 4 матча. Также Осала сыграл 9 матчей на этапах Еврохоккейтура в сезоне 2007/08.

## Достижения
- Лучший снайпер молодёжного чемпионата мира 2007.
- Серебряный призёр чемпионата Финляндии 2008.
- Лучший новичок чемпионата Финляндии 2008.
- Обладатель Кубка Колдера (2): 2009, 2010.
- Двукратный обладатель Кубка Гагарина 2014, 2016.

## Статистика
| Легенда | Легенда                    | Легенда | Легенда                   | Легенда | Легенда    |
| ------- | -------------------------- | ------- | ------------------------- | ------- | ---------- |
| И       | Количество проведённых игр | Штр     | Штрафное время            | +/−     | Плюс-минус |
| Г       | Голы                       | П       | Голевые передачи          | О       | Очки       |
| -       | Статистика неизвестна      | —       | Статистика не учитывалась |         |            |

### Международная
| Турнир   | Игр | Г | П | Очк | +/- | Штр |
| -------- | --- | - | - | --- | --- | --- |
| ЮЧМ-2005 | 6   | 0 | 0 | 0   | -1  | 27  |
| МЧМ-2007 | 6   | 5 | 3 | 8   | +2  | 4   |
| ЧМ-2010  | 4   | 0 | 0 | 0   | --  | 2   |